# Banco Comercial do Atlântico

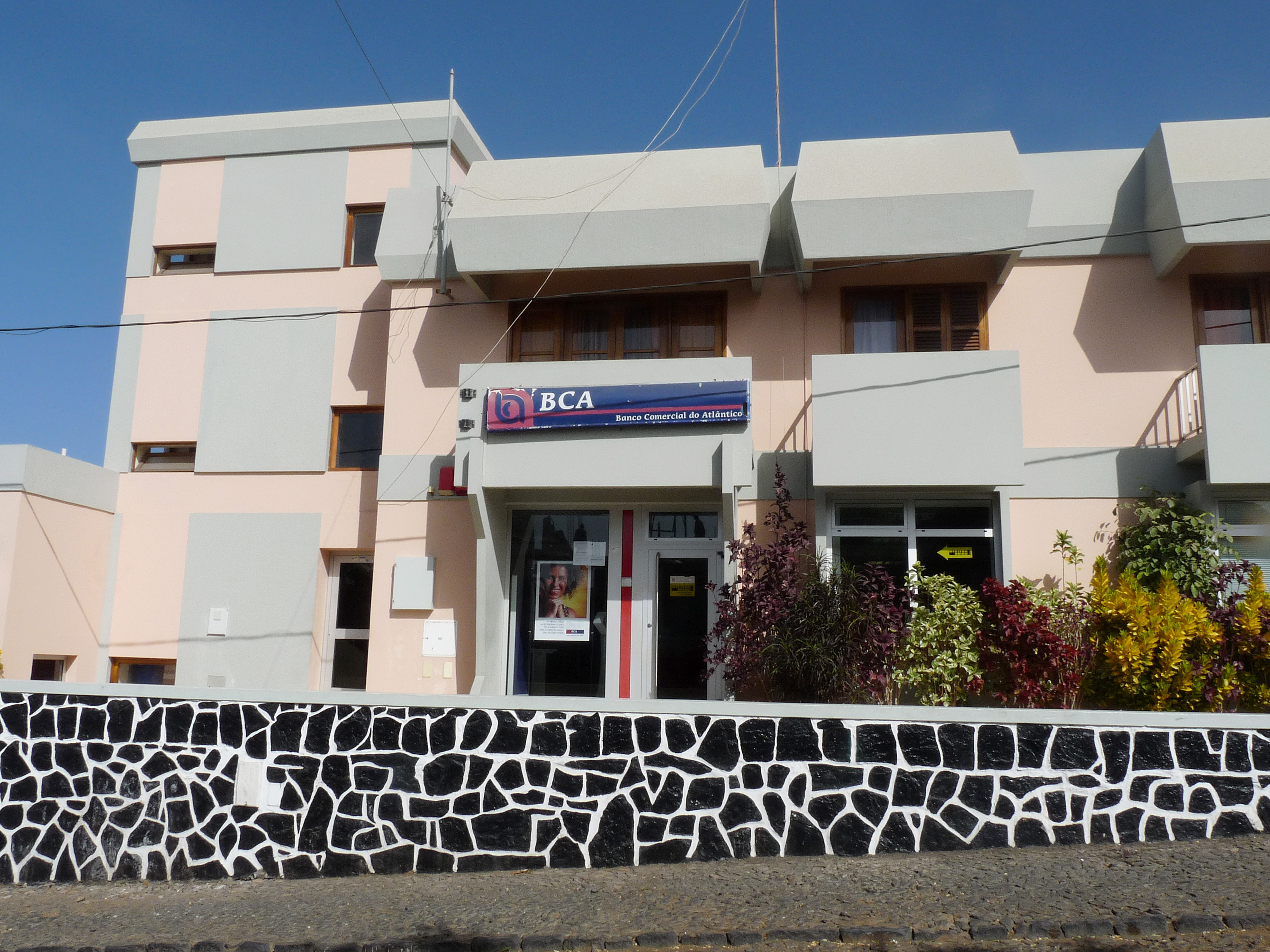
Agence de la BCA à São Filipe

La Banco Comercial do Atlântico (BCA) est une banque cap-verdienne créée le 1er septembre 1993 à la suite de la scission de la Banco de Cabo Verde (BCV), qui assume la fonction de Banque centrale du Cap-Vert. La BCA est alors une entreprise anonyme et publique. En 1998, 25 % de son capital est privatisé.
La banque possède le symbol XBVC sur la bourse capverdienne, Bolsa de Valores de Cabo Verde.

## Histoire
La Banco Comercial do Atlântico, société anonyme à capital exclusivement public, a été créée par le décret-loi n° 43/93 du 16 juillet, avec un capital initial de cinq cents millions d'escudos. À la même date, par le décret-loi 44/93, le comité de mise en place de la BCA a été créé, composé de cinq membres, dont un président, nommés par ordre du ministre des Finances. 
La BCA est située à Praia, au Cap-Vert, et fait partie du secteur des banques et des coopératives de crédit. Elle emploie 159 personnes au total sur l'ensemble de ses succursales et réalise un chiffre d'affaires de 35,17 millions de dollars américains en 2016. Le groupe d'entreprises Banco Comercial do Atlântico compte 1 512 sociétés.
Leader et institution nationale de référence, BCA est présent dans toutes les îles de l'archipel, avec une trentaine d'agences. Outre un réseau d'agences qui couvre tout l'archipel, la BCA dispose également de bureaux destinés aux entreprises pour soutenir le développement des entreprises et le commerce.